# Пешков Олег Анатолійович
Оле́г Анато́лійович Пешко́в (6 жовтня 1971 р., м. Херсон — 25 серпня 2014 р., м. Іловайськ, Донецька область) — рядовий міліції, Міністерство внутрішніх справ України, учасник російсько-української війни.

## З життєпису
Народився 1971 року в місті Херсон.
Водій командира батальйону, батальйон патрульної служби міліції особливого призначення «Херсон».
25 серпня 2014-го потрапив у засідку терористів під Іловайськом, загинув разом з лейтенантом Русланом Сторчеусом.
Вдома лишилися дружина та двоє дітей — з них донька Наталія; брат Ігор.
Похований у Херсоні 29 серпня 2014 року. У місті оголошено день жалоби.

## Нагороди та вшанування
- 14 листопада 2014 року за особисту мужність і героїзм, виявлені у захисті державного суверенітету та територіальної цілісності України, вірність військовій присязі під час російсько-української війни, відзначений — нагороджений орденом «За мужність» III ступеня (посмертно).
- Його портрет розміщений на меморіалі «Стіна пам'яті полеглих за Україну» в Києві: секція 3, ряд 1, місце 21
- Вшановується 25 серпня на щоденному ранковому церемоніалі вшанування українських захисників, які загинули цього дня в різні роки внаслідок російської збройної агресії[3]
- відзнака «За оборону рідної держави» (посмертно; 3 жовтня 2014)
- «Іловайський Хрест» (посмертно).